# Chu trình CNO

Tổng quan về chu trình CNO loại 1

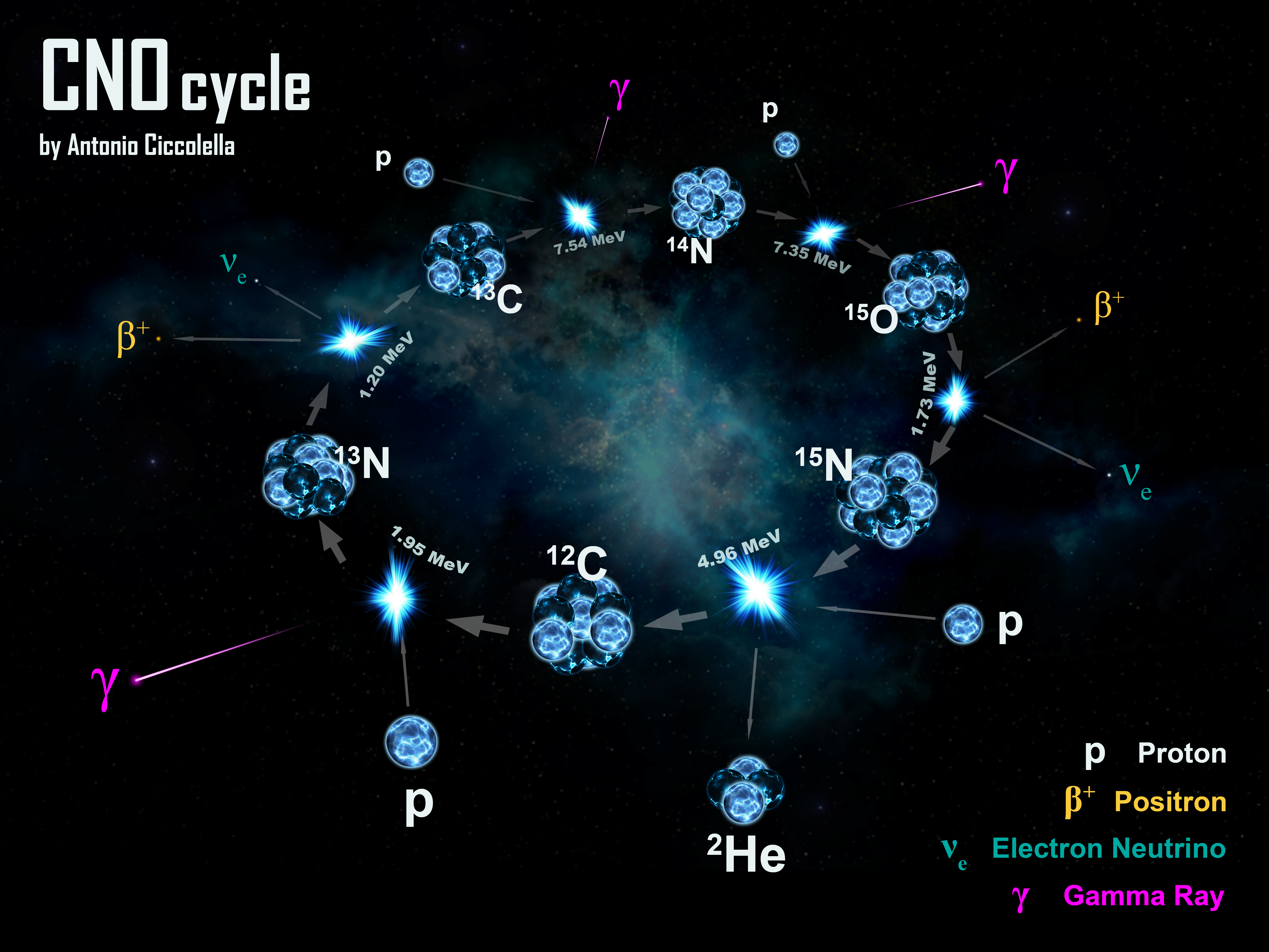
Chu trình Carbon-Nitrogen-Oxygen loại 1

Chu trình CNO (cho carbon–nitrogen–oxygen) là một trong hai chuỗi phản ứng nhiệt hạch mà các ngôi sao chuyển hydrogen về helium, chuỗi còn lại là chuỗi phản ứng proton–proton (phản ứng dây chuyền pp). Không như chuỗi pp, chu trình CNO là một chu trình xúc tác. Nó đóng góp chính trong các ngôi sao nặng gấp 1.3 lần khối lượng Mặt Trời.
Trong chu trình CNO, bốn proton tổng hợp nhiệt hạch, sử dụng các đồng vị carbon, nitrogen, và oxygen như là chất xúc tác, để sản xuất ra một hạt alpha, hai positron và hai neutrino electron. Mặc dù có nhiều con đường và nhiều chất xúc tác trong các chu trình CNO nhưng chúng đều có thể được viết gọn lại là:
4 1H  +  2 e⁻
  →  4He  +  2 e+
  +  2 e⁻
  +  2 ν
e  +  3 γ  +  24.7 MeV  →  4He  +  2 ν
e  +  7 γ  +  26.7 MeV
Các positron hầu hết sẽ hủy với các electron, giải phóng năng lượng dưới dạng các bức xạ tia gamma. Các neutrino thoát khỏi ngôi sao cũng mang một ít năng lượng đi. Một hạt nhân tiếp tục trở thành các đồng vị carbon, nitrogen, và oxygen thông qua một số lượng biến đổi trong một chu trình không có điểm dừng.
Chuỗi proton–proton đóng góp chủ yếu trong các ngôi sao có khối lượng hoặc nhỏ hơn khối lượng Mặt Trời. Sự khác nhau này xuất phát từ sự phụ thuộc nhiệt độ giữa hai chuỗi phản ứng; chuỗi phản ứng pp bắt đầu ở nhiệt độ khoảng 4×106 K (4 megakelvin), nó cũng là nguồn năng lượng chính trong các ngôi sao nhỏ. Chuỗi CNO tự duy trì bắt đầu ở khoảng 15×106 K, nhưng năng lượng sinh ra nhanh hơn rất nhiều với sự tăng nhiệt độ do đó nó trở thành nguồn năng lượng chính ở khoảng 17×106 K.
Mặt Trời có nhiệt độ lõi khoảng 157×106 K, và chỉ 17% hạt nhân 4He trong Mặt Trời được sinh ra từ chu trình CNO. Chu trình CNO loại I là quá trình được đề xuất một cách độc lập bởi Carl von Weizsäcker và Hans Bethe cuối những năm 1930.

## Chu trình CNO lạnh
Dưới điều kiện thường trong ngôi sao, quá trình đốt hydrogen có xúc tác trong chu trình CNO bị giới hạn bởi các quá trình bắt proton. Đặc biệt, thời gian cho phân rã beta của hạt nhân phóng xạ được sinh ra là nhanh hơn thời gian cho nhiệt hạch. Do thời gian nhiệt hạch dài nên chu trình CNO chuyển hydrogen về helium khá chậm, cho phép chúng tạo ra năng lượng trong sao ở trạng thái cân bằng tĩnh trong nhiều năm.

### Chu trình CNO loại I
Chu trình CNO loại I ban đầu được gọi là chu trình carbon–nitrogen (chu trình CN), và cũng được gọi là chu trình Bethe–Weizsäcker để vinh danh công trình của Carl von Weizsäcker năm 1937-38 and Hans Bethe. Các bài báo của Bethe năm 1939 về chu trình CN đã được vẽ lên 3 trang giấy cùng với Robert Bacher và Milton Stanley Livingston và nó còn được biết đến một cách trang trọng là "Kinh thánh của Bethe." Nó đã được xem như chủ đề nóng bỏng trong vật lý hạt nhân trong nhiều năm và là một yếu tố giúp ông nhận Giải Nobel Vật lý năm 1967. Các tính toán ban đầu của Bethe đã gợi ra chu trình CN là nguồn năng lượng chính của Mặt Trời. Kết luận này xuất phát từ sự tin tưởng bị nhầm lẫn rằng: độ phổ biến của nitrogen trong Mặt Trời xấp xỉ 10%, nhưng thực tế nó nhỏ hơn 0.5 phần trăm. Chu trình CN, được đặt tên do nó không chứa đồng vị bền oxygen trong quá trình biến đổi: 12C → 13N → 13C → 14N → 15O → 15N → 12C. Chu trình này được hiểu là phần đầu tiên trong một chu trình lớn hơn là chu trình CNO, và nhiều phản ứng chính trong phần này của chu trình (CNO loại I) là:
| 12C | + | 1H | → | 13N | + | γ   |   |     | + | 1.95 MeV |                                       |
| 13N |   |    | → | 13C | + | e+  | + | ν e | + | 1.20 MeV | (thời gian bán rã là 9.965 phút[13])  |
| 13C | + | 1H | → | 14N | + | γ   |   |     | + | 7.54 MeV |                                       |
| 14N | + | 1H | → | 15O | + | γ   |   |     | + | 7.35 MeV |                                       |
| 15O |   |    | → | 15N | + | e+  | + | ν e | + | 1.73 MeV | (thời gian bán rã là 122.24 giây[13]) |
| 15N | + | 1H | → | 12C | + | 4He |   |     | + | 4.96 MeV |                                       |
trong đó hạt nhân carbon-12 được sử dụng trong phản ứng đầu tiên được tạo lại trong phản ứng cuối. Sau đó hai positron được phát ra hủy với hai electron ở môi trường xung quanh để tạo ra năng lượng 2.04 MeV, năng lượng toàn phần được giải phóng trong một chu trình là 26.73 MeV; trong một số tài liệu, các tác giả mắc lỗi khi xét năng lượng hủy positron là giá trị Q trong phân rã beta và sau đó bỏ qua năng lượng được giải phóng bởi sự hủy, dẫn đến sự rắc rối. Tất cả các giá trị được tính trong hệ quy chiếu Khối lượng Nguyên tử 2003.
Phản ứng giới hạn (chậm nhất) trong chu trình CNO loại I là quá trình bắt proton bởi 14N. Năm 2006 nó được đo bằng thực nghiệm ở năng lượng sao, tính toán tuổi của các cụm sao cầu khoảng 1 tỉ năm.
Các neutrino phát ra trong phân rã beta sẽ có phổ năng lượng mặc dù động lượng được bảo toàn, động lượng có thể được chia theo cách phụ thuộc vào positron và neutrino, với một trong hai phát ra ở trạng thái nghỉ và hạt còn lại mang hết năng lượng đi, hoặc miễn là toàn bộ năng lượng từ giá trị Q được sử dụng. Động lượng toàn phần được nhận bởi electron và neutrino không đủ lớn do hiệu ứng giật lùi đàng kể của hạt nhân con có khối lượng nặng hơn và do đó, đóng góp của động năng các hạt sản phẩm, với các giá trị cho trước ở đây, có thể được bỏ qua. Do vậy neutrino phát ra suốt quá trình phân rã nitrogen-13 có thể có năng lượng từ không lên tới 1.20 MeV, và neutrino phát ra suốt phân rã oxygen-15 có thể có năng lượng từ không lên tới 1.73 MeV. Lấy trung bình, khoảng 1.7 MeV năng lượng toàn phần được lấy đi bởi các neutrino cho mỗi vòng của chu trình, bỏ lại khoảng 25 MeV cho việc tạo ra sự phát quang.

### Chu trình CNO loại II
Trong một nhánh phụ của phản ứng trên, xảy ra trong lõi Mặt Trời khoảng thời gian 0.04%, phản ứng cuối cùng liên quan đến 15N cho thấy ở trên không sản xuất carbon-12 và một hạt alpha nhưng thay vào đó sẽ sản xuất ra oxygen-16 và một photon và tiếp tục 15N→16O→17F→17O→14N→15O→15N:
| 15N | + | 1H | → | 16O | + | γ   |   |     | + | 12.13 MeV |                                   |
| 16O | + | 1H | → | 17F | + | γ   |   |     | + | 0.60 MeV  |                                   |
| 17F |   |    | → | 17O | + | e+  | + | ν e | + | 2.76 MeV  | (thời gian bán rã là 64.49 giây)  |
| 17O | + | 1H | → | 14N | + | 4He |   |     | + | 1.19 MeV  |                                   |
| 14N | + | 1H | → | 15O | + | γ   |   |     | + | 7.35 MeV  |                                   |
| 15O |   |    | → | 15N | + | e+  | + | ν e | + | 2.75 MeV  | (thời gian bán rã là 122.24 giây) |
Giống như carbon, nitrogen và oxygen trong nhánh chính, fluorine được tạo ra trong nhánh phụ hiếm khi là sản phẩm trung gian và ở trạng thái ổn định, không tích trữ trong ngôi sao.

### Chu trình CNO loại III
Nhánh phụ này chỉ đóng góp trong các sao nặng. Các phản ứng được bắt đầu khi một trong các phản ứng của CNO loại II tạo ra fluorine-18 và gamma thay vì tạo nitrogen-14 và alpha, và tiếp tục 17O→18F→18O→15N→16O→17F→17O:
| 17O | + | 1H | → | 18F | + | γ   |   |     | + | 5.61 MeV  |                                    |
| 18F |   |    | → | 18O | + | e+  | + | ν e | + | 1.656 MeV | (thời gian bán rã là 109.771 phút) |
| 18O | + | 1H | → | 15N | + | 4He |   |     | + | 3.98 MeV  |                                    |
| 15N | + | 1H | → | 16O | + | γ   |   |     | + | 12.13 MeV |                                    |
| 16O | + | 1H | → | 17F | + | γ   |   |     | + | 0.60 MeV  |                                    |
| 17F |   |    | → | 17O | + | e+  | + | ν e | + | 2.76 MeV  | (thời gian bán rã là 64.49 giây)   |

### Chu trình CNO loại IV

A proton reacts with a nucleus causing release of an alpha particle.

Giống như CNO loại III, nhánh này cũng chỉ đóng góp trong các sao nặng. Các phản ứng được bắt đầu khi một trong các phản ứng trong CNO loại III tạo ra fluorine-19 và gamma thay vì nitrogen-15 và alpha, và tiếp tục 18O→19F→16O→17F→17O→18F→18O:
| 18O | + | 1H | → | 19F | + | γ   |   |     | + | 7.994 MeV |                                    |
| 19F | + | 1H | → | 16O | + | 4He |   |     | + | 8.114 MeV |                                    |
| 16O | + | 1H | → | 17F | + | γ   |   |     | + | 0.60 MeV  |                                    |
| 17F |   |    | → | 17O | + | e+  | + | ν e | + | 2.76 MeV  | (thời gian bán rã là 64.49 giây)   |
| 17O | + | 1H | → | 18F | + | γ   |   |     | + | 5.61 MeV  |                                    |
| 18F |   |    | → | 18O | + | e+  | + | ν e | + | 1.656 MeV | (thời gian bán rã là 109.771 phút) |

## Các chu trình CNO nóng
Dưới điều kiện nhiệt độ và áp suất cao hơn, như là nhiệt độ và áp suất được tìm thấy ở tân tinh và bùng nổ tia X, tốc độ bắt proton vượt quá tốc tộc phân rã beta, đẩy sự đốt lên đường nhỏ giọt proton. Ý tưởng chính là một loại phòng xạ sẽ bắt một proton trước khi nó phân rã beta, mở ra quá trình đốt hạt nhân mới mà không thể thực hiện ngược lại được. Do nhiệt độ cao hơn nên các chu trình xúc tác này còn được gọi là các chu trình CNO nóng; vì thời gian bị giới hạn bởi các phân rã beta thay vì các quá trình bắt proton, chúng cũng được gọi là các chu trình CNO bị giới hạn bởi beta.

### Chu trình HCNO loại I
Sự khác nhau giữa chu trình CNO loại I và chu trình HCNO loại I là 13N bắt một proton thay vì phân rã, dẫn đến chuỗi toàn phần 12C→13N→14O→14N→15O→15N→12C:
| 12C | + | 1H | → | 13N | + | γ   |   |     | + | 1.95 MeV |                                   |
| 13N | + | 1H | → | 14O | + | γ   |   |     | + | 4.63 MeV |                                   |
| 14O |   |    | → | 14N | + | e+  | + | ν e | + | 5.14 MeV | (thời gian bán rã là 70.641 giây) |
| 14N | + | 1H | → | 15O | + | γ   |   |     | + | 7.35 MeV |                                   |
| 15O |   |    | → | 15N | + | e+  | + | ν e | + | 2.75 MeV | (thời gian bán rã là 122.24 giây) |
| 15N | + | 1H | → | 12C | + | 4He |   |     | + | 4.96 MeV |                                   |

### Chu trình HCNO loại II
Sự khác biệt đáng chú ý giữa chu trình CNO loại II và chu trình HCNO loại II là 17F bắt một proton thay vì phân rã, và neon được tạo ra trong phản ứng tiếp theo lên 18F, dẫn đến chuỗi toàn phần 15N→16O→17F→18Ne→18F→15O→15N:
| 15N  | + | 1H | → | 16O  | + | γ   |   |     | + | 12.13 MeV |                                   |
| 16O  | + | 1H | → | 17F  | + | γ   |   |     | + | 0.60 MeV  |                                   |
| 17F  | + | 1H | → | 18Ne | + | γ   |   |     | + | 3.92 MeV  |                                   |
| 18Ne |   |    | → | 18F  | + | e+  | + | ν e | + | 4.44 MeV  | (thời gian bán rã là 1.672 giây)  |
| 18F  | + | 1H | → | 15O  | + | 4He |   |     | + | 2.88 MeV  |                                   |
| 15O  |   |    | → | 15N  | + | e+  | + | ν e | + | 2.75 MeV  | (thời gian bán rã là 122.24 giây) |

### Chu trình HCNO loại III
Khác với chu trình HCNO loại II là 18F bắt một proton để về hạt nhân khối lượng lớn hơn và sử dụng cơ chế sản phẩm helium giống như chu trình CNO loại IV 18F→19Ne→19F→16O→17F→18Ne→18F:
| 18F  | + | 1H | → | 19Ne | + | γ   |   |     | + | 6.41 MeV |                                  |
| 19Ne |   |    | → | 19F  | + | e+  | + | ν e | + | 3.32 MeV | (thời gian bán rã là 17.22 giây) |
| 19F  | + | 1H | → | 16O  | + | 4He |   |     | + | 8.11 MeV |                                  |
| 16O  | + | 1H | → | 17F  | + | γ   |   |     | + | 0.60 MeV |                                  |
| 17F  | + | 1H | → | 18Ne | + | γ   |   |     | + | 3.92 MeV |                                  |
| 18Ne |   |    | → | 18F  | + | e+  | + | ν e | + | 4.44 MeV | (thời gian bán rã là 1.672 giây) |

## Sử dụng trong thiên văn
Trong khi số lượng toàn phần hạt nhân "xúc tác" được bảo toàn trong chu trình, trong sự tiến hóa của sao tỉ lệ các hạt nhân bị thay đổi. Khi chu trình đạt trạng thái cân bằng, tỉ số hạt nhân carbon-12/carbon-13 có xu hướng về 3.5, và nitrogen-14 trở thành hạt nhân có số lượng nhiều nhất, bất chấp sự tổng hợp ban đầu. Suốt quá trình tiến hóa của sao, sự trộn lẫn đối lưu giữa các tỉ số, trong đó chu trình CNO được vận hành, từ bên trong ngôi sao ra bề mặt, khác với sự tổng hợp quan sát được của ngôi sao. Các sao kềnh đỏ được nhận định khi có tỉ số carbon-12/carbon-13 và carbon-12/nitrogen-14 thấp hơn so với các sao trên dãy chính, nó được xem là bằng chứng cho sự hoạt động của chu trình CNO.